# تشوغا مامي
تشوغا مامي هي مستعمرة في مدينة سامراء القابعة بمحافظة ديالى في شرق العراق، وبالتحديد في منطقة مندلي، والتي تم العثور فيها على أول قناة للري تم استخدامها منذ حوالي 6000  سنة قبل الميلاد، لم يعد من السهل معرفة أي نوع من التطورات الثقافية حدثت في فترة ما بين 6500 إلى 4500 قبل الميلاد.
يقع موقعها على بعد حوالي 70 ميلاً شمال شرق بغداد ويعود تاريخها إلى أواخر الألفية السادسة قبل الميلاد.
سكن بها العديد من الطبقات من سكان حضارة سامراء وحتى العبيد، كانت المباني مستطيلة الشكل ومبنية من الطوب اللبن، بما في ذلك برج حراسة عند مدخل المستعمرة، كانت مناسبة لسقاية الماشية (كالأبقار والأغنام والماعز) وأرضها صالحة للزراعة (كزراعة القمح والشعير والكتان).
ولذلك فإن أحد الجوانب المهمة لهذا الاكتشاف هو أنه يمثل دليل على وجود علاقات تاريخية بين ثقافات شمال وجنوب بلاد ما بين النهرين، أو على الأقل في منطقة ماندالي، وأيضاً وجود تواصل مع بلاد فارس، كان الري ووجود أنواع جديدة من الحبوب وأساليب الخزف الأجنبي وتربية الماشية وكل ذلك كانت بدايته في عصر تشوغا مامي، والذي يمثل أواخر حضارة سامراء في الأراضي المنخفضة ببلاد ما بين النهرين، وبالتالي، فإن هذا التحديد الزمني يشير أيضًا إلى سبب حدوث كل هذه الابتكارات وهو الهجرة من الأراضي المنخفضة، ومن القطع الأثرية التي تم العثور عليها في تشوغا مامي قطع الفخار المطلي من حضارة سامراء والتماثيل النسائية المصنوعة من الصلصال.

## التاريخ
تشوجا مامي هي أكبر تل في منطقة ماندالي، يصفها الحفاران ديفيد وجوان أوتس بأنها «تل منخفض يبلغ طوله حوالي 200 متر وارتفاعه من 2 إلى 5 أمتار، وهو تل متآكل بشدة بحيث ترجع أحدث طبقاته المحفوظة تاريخها إلى 4800 قبل الميلاد» وبناءً على ما تم اكتشافه من حفريات، يبدو أن شوغا مامي كان بها بضع تجمعات قروية صغيرة بها مناطق صغيرة تصل إليها المياه، وهي التي كان الناس يزرعون فيها القمح والشعير ويرعون الأغنام والماعز وبعض الأبقار ويصطادون الغزلان والحيوانات البرية الأخرى، كما تم زراعة العدس «والبازلاء ذات البذور الكبيرة»، بينما كانوا يجمعون الفستق من المناطق الطبيعية المجاورة، كان ترويض الحيوانات والنباتات في تشوغا مامي ممكنًا بسبب قنوات الري التي صنعها الإنسان لأول مرة، والتي «تمتد على طول الجانب الشمالي من التل»، والتي يعود تاريخها إلى الألفية السادسة قبل الميلاد، وقناة كبيرة يعود تاريخها إلى أواخر فترة حضارة سامراء وكانت تقع في «الجانب الجنوبي الغربي من التل»، وقد بلغ طول بعض القنوات أكثر من خمسة كيلومترات، مما يتطلب تعاون مجموعات كبيرة من البشر لصنعها. ويمكن القول أن أحدث هذه القنوات تم عملها منذ حوالي 1500 عام.

## علم الآثار
في البداية تم التنقيب عن تشوغا مامي بواسطة فريق من علماء الآثار، بقيادة جوان وديفيد أوتس، بدأ الموسم الأول لمشروع الحفريات هذا في اليوم الثاني من شهر ديسمبر عام 1967، وانتهى في يوم السادس عشر من شهر فبراير عام 1968، ومن أسباب اختيار موقع تشوغا مامي الأثري للتنقيب هو موقعه المميز في العراق، والتي تقع على طول المنطقة التي كان من المفترض أن تشهد حركة سير على الأقدام كثيفة خلال ذلك الوقت، والتي كان من الممكن اعتبارها جزءًا من منطقة بلاد ما بين النهرين، وأثناء التنقيب وجد فريق علماء الآثار غرفًا من طوب اللبن متشابهة في الحجم ومصفوفة بمحاذاة بعضهم البعض، وأواني فخارية وأدوات والعديد من تماثيل الصلصال الصغيرة، عثر ديفيد أوتس أيضًا على جرة تحتوي على ما يفترض أنها بقايا جثة رضيع مدفونة، وهو ما دفعهم إلى الاعتقاد بأن هذا الموقع هو لمدينة صغيرة.

## الفن المعماري
كشفت الحفريات في تشوغا مامي عن العديد من طبقات الاستيطان على التل، والتي يعود تاريخها إلى بداية الألفية السادسة قبل الميلاد، كان هناك برج تم بناؤه من طوب اللبن يحرس مدخل المدينة، لا يوجد دليل واضح يدل على أنها كانت جزءًا من سور المدينة، ولكن كان هذا من المرجح بعد اكتشاف جزءاً من منحدر يميل إلى الصعود تم العثور عليه بجانبه، واعتبر علماء الآثار البناء على أنه برج مراقبة، تم بناء المدينة من الطوب اللبن تم الحصول عليه من مصادر قريبة، وكانت المنازل مستطيلة على طراز حضارة سامراء، وقد تم بناء المنازل التي تم العثور عليها في تشوغا مامي مباشرة فوق جدران الطبقات السابقة أو داخلها في بعض الأحيان، تتكون أغلب المنازل من صفين أو ثلاثة صفوف من الغرف الصغيرة على جانبي الصالة الرئيسية، وهذا النوع من التصميم معروف باسم الخطة ثلاثية الجوانب، وهي خطة بناء شائعة في بلاد ما بين النهرين في تصميم كل من المباني العامة والمنازل، وتم تثبيت الكثير من منازل شوجا مامي بواسطة دعامات خارجية تلائم زوايا وتقاطعات جدران المنازل، وكانت أكبر دعامة تم العثور عليها بواسطة الحفارين بحجم 10 × 7 أمتار وتحتوي على 12 غرفة مصطفين في ثلاثة صفوف. وبالرغم من أن هذه الابتكارات المعمارية لم يكن لها فائدة في وقت لاحق لهذه الفترة الزمنية، تم العثور على هذه الدعامات في جميع طبقات الاستيطان، مما أدى في النهاية إلى استخدام تلك الدعامات فقط لغرض التزين في أواخر حضارة سامراء.

## الخزف والفخار
كانت بقايا قطع الفخار التي عثر عليها في تشوغا مامي مصنوعة من نفس المواد وبنفس شكل قطع الفخار التابعة لحضارة سامراء، والكثير من تلك القطع المتبقية تأخذ أشكال الحيوانات وهي سمة مميزة لتلك الفترة التاريخية، ومن بين قطع الصلصال الأثرية التي تم التنقيب عنها في تشوغا مامي، تم العثور على اواني مطلية وأخرى بدون طلاء وخرز صلصالي وتماثيل صغيرة أخرى تم إخراجها، ولكن كانت تماثيل التراكوتا التي تمثل ذكور وإناث في وضع الوقوف هي الأكثر شيوعًا، وتماثيل صغيرة أخرى كانت تشبه تماثيل فترة العبيد التي تم العثور عليها في جنوب العراق لاحقاً، وأغلب هذه التماثيل المصنوعة من الصلصال تجسد ذكور وإناث في وضع الوقوف للذكور أو الإناث مع وضع أيديهم على الخصر، وجاءت زخرفتها غاية في التعقيد، وكانت نسب أحجام أجسام تلك التماثيل مبالغ فيها، فالعديد منها بعيون مزخرفة وشعر مموج وعلامات أخرى تعكس الجمال البشري، كباقي قطع الفخار التابعة  لمنطقة ماندالي االكبرى، عندما تم العثور على تماثيل التيراكوتا كان القليل منها فقط في حالة سليمة تماماً، ويرجع ذلك إلى طبيعة تكوينها، ولكن أغلبها عبارة عن أجزاء وبقايا، لأن أغلبها مكون من قطع صغيرة تمت إضافتها إلى بعضها البعض لتكوين التمثال، وبمرور الوقت انفصلت تلك القطع عن بعضها البعض.

## الفهرس
- Andrianov, Boris Vasilʹevich, et al (2016), Ancient irrigation systems of the Aral Sea area: the history, origin, and development of irrigated agriculture. (American School of Prehistoric Research).
- Garfinkel, Yosef (2003), “The Earliest Dancing Scenes in the Near East.” Near Eastern Archaeology, vol. 66, no. 3, 2003, pp. 84–95., doi:10.2307/3210910.
- Garfinkel, Yosef (2000), “The Khazineh Painted Style of Western Iran.” Iran, vol. 38, 2000, pp. 57–70., doi:10.2307/4300582.
- Helbaek, Hans (1972), “Samarran Irrigation Agriculture at Choga Mami in Iraq.” Iraq, vol. 34, no. 1, 1972, pp. 35–48., doi:10.2307/4199929.
- Huot, Jean-Louis (1992), “The First Farmers at Oueili.” The Biblical Archaeologist, vol. 55, no. 4, 1992, pp. 188–195., doi:10.2307/3210313.
- Jasim, Sabah Abboud (1983), “Excavations at Tell Abada a Preliminary Report.” Iraq, vol. 45, no. 2, 1983, pp. 165–185., doi:10.2307/4200200.
- McDonald, M. (n.d.), Chalocolithic Choga Mami. Retrieved November 25, 2017, from http://ancientneareast.tripod.com/Choga_Mami.html
- Mortensen, Peder (1973), “A Sequence of Samarran Flint and Obsidian Tools from Choga Mami.” Iraq, vol. 35, no. 1, 1973, pp. 37–55., doi:10.2307/4199950.
- Oates, David., “Excavations at Choga Mami, Iraq.” University of Chicago Press.
- Oates, David and Joan (1976), The Rise of Civilization. (New York: Elsevier Phaidon).
- Oates, Joan (1972), “A Radiocarbon Date from Choga Mami.” Iraq, vol. 34, no. 1, 1972, pp. 49–53., doi:10.2307/4199930.
- Oates, Joan (1969), “Choga Mami, 1967-68: A Preliminary Report.” Iraq, vol. 31, no. 2, 1969, pp. 115–152., doi:10.2307/4199877.
- Oates, Joan (1978), “Religion and Ritual in Sixth-Millenium B.C. Mesopotamia.” World Archaeology, vol. qo, no. 2, 1978, pp. 117–124.
- Oates, Joan (1968), “Prehistoric Investigations near Mandali, Iraq.” Iraq, vol. 30, no. 1, 1968, pp. 1–20.
- Oates, Joan (1969), “Choga Mami, 1967-68: A Preliminary Report.” Iraq, vol. 31, no. 2, 1969, pp. 115–152., doi:10.2307/4199877.
- Potts, Daniel (1997), "Mesopotamian Civilization: The Material Foundation",(Cornell University Press, Ithaca, New York).
- Yoffee, Norman and Clark, Jeffery J. (eds) (1993), "Early Stages in the Evolution of Mesopotamian Civilization: Soviet Excavations in Northern Iraq", (The University of Arizona Press, Tucson)
- Young, R., and H. Fazeli(2008), “Interpreting Animal Bones in Iran: Considering New Animal Bone Assemblages from Three Sites in the Qazvin Plain within a Broader Geographical and Chronological Perspective.” Paléorient, vol. 34, no. 2, 2008, pp. 153–172., doi:10.3406/paleo.2008.5260.